# Kinder des Glücks
Pour plus de détails, voir Fiche technique et Distribution.
Kinder des Glücks est un film britannico-allemand réalisé par Alexander Esway, sorti en 1931.
Il s'agit de la version en allemand du film Children of Chance.

## Fiche technique
- Titre : Kinder des Glücks
- Réalisation : Alexander Esway
- Scénario : Frank Launder et Miles Malleson[3]
- Photographie : Ernest Palmer et Leo Rogers
- Pays de production : Royaume-Uni - Allemagne  République de Weimar
- Format : Noir et blanc - Mono
- Genre : drame
- Date de sortie : 1931

## Distribution
- Dina Gralla
- Kurt Vespermann
- Vicky Werckmeister
- Jenny Kiefe
- Wera Engels
- Ekkehard Arendt (en)
- Michael von Newlinsky (en)
- Teddy Bill (en)